# Плешивиця (Сежана)
Плешивиця (словен. Plešivica) — поселення в общині Сежана, Регіон Обално-крашка, Словенія. Висота над рівнем моря: 400,9 м. Розташоване на захід від Повір.